# Morts et blessures aux toilettes

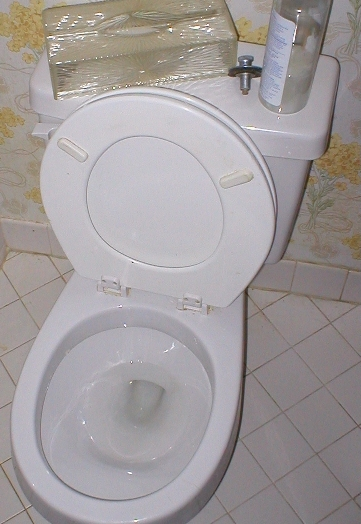
Des toilettes.

Les morts et blessures aux toilettes peuvent notamment être accidentelles, causées par des animaux, ou résulter d'un problème de santé, d'une mauvaise manipulation ou d'une défaillance technique, voire d'un attentat. De tels faits sont aussi colportés dans des légendes urbaines.

## Blessures accidentelles
Pour les jeunes garçons, la cause la plus habituelle de blessure génitale peut être causée par la chute de l'abattant des WC lorsqu’ils sont debout devant les toilettes. Les enfants plus jeunes risquent de se noyer s’ils tombent tête la première dans la cuvette. Pour les adultes, les blessures les plus récurrentes répertoriées sont localisées au niveau des fesses, du coccyx ou bien des hanches. Ce dernier accident est lié au fait de s’asseoir sur le bord des WC et, sans s’y attendre, de basculer lorsque le siège est remonté ou mal fixé. Des blessures peuvent aussi être causées par des pincements dus aux fissures dans les sièges en plastique, des échardes sortant des lunettes en bois, ou si les toilettes s’effondrent sous le poids de l’utilisateur. On sait aussi que certains réservoirs de chasse d’eau en fonte attachés en hauteur ont causé des blessures aux utilisateurs en se détachant du mur lorsqu’ils ont tiré la chasse d’eau. En 2000, le Prix Ig Nobel de la Santé Publique a été attribué à trois physiciens de la Western Infimary de Glasgow pour leur rapport de 1993 sur les blessures aux fesses provoquées par l'effondrement de toilettes.
Il arrive aussi fréquemment que des personnes glissent et se blessent en montant sur les sièges des toilettes pour atteindre une certaine hauteur. Il y a également des cas de personnes qui glissent sur le sol mouillé de la salle de bain ou la baignoire et subissent une commotion en heurtant le trône. En 2012, 2,3 millions de toilettes aux États-Unis et environ 9 400 au Canada ont été rappelées à cause d’un mécanisme de chasse d’eau assisté par pression défectueux, exposant les utilisateurs au risque d’explosion du dispositif. 
Le 27 janvier 2023, alors qu'il intervient à Londres sur le mécanisme d'un urinoir public télescopique (celui-ci, mû par un système hydraulique, est rétractable dans le sol lorsqu'il n'est pas utilisé), un technicien de maintenance est happé sous la voirie par le dispositif. Malgré des moyens de secours importants pour le dégager, dont l'usage d'un treuil, écrasé, l'homme est déclaré mort sur place,.

## Blessures causées par les animaux
Il y a également des blessures causées par les animaux. Certaines araignées veuves noires aiment tisser leurs toiles sous le siège des toilettes puisque les insectes y sont abondants. Plusieurs personnes ont donc été mordues en utilisant les toilettes, notamment les toilettes extérieures. Malgré la douleur immédiate à l’endroit de la morsure, c’est rarement fatal. Le danger d’araignées vivant sous les sièges des toilettes est le sujet de la chanson country comique de Slim Newton (en) de 1972, The Redback on the Toilet Seat (en) » (La Veuve Noire à dos rouge sur le siège des toilettes) .
Il a également été constaté que dans certains cas, des rats remontent les tuyaux d’écoulement et surgissent dans la cuvette des toilettes, si bien que certains utilisateurs peuvent être mordus par un rat.

## Chute de la tension artérielle et manœuvres de Valsalva dangereuses
Certains cas de morts liés aux toilettes sont attribués à la chute de la pression artérielle due au système nerveux parasympathique pendant la défécation. Cet effet peut être aggravé par des problèmes circulatoires existants. Pour les hommes ayant une basse pression, il est recommandé d’uriner assis et de ne pas se lever trop rapidement. Une chute de pression peut entraîner un malaise vagal.
Il est également possible de succomber à une constipation chronique aux toilettes, car la manœuvre de Valsalva est souvent dangereusement utilisée pour aider l’expulsion de fèces du rectum pendant la défécation. Selon Sharon Mantik Lewis, Margaret McLean Heitkemper et Shannon Ruff Dirksen, la « manœuvre de Valsalva… se produit pendant l’effort pour passer des selles dures. (...) Si la défécation n’a pas lieu sur de longues périodes, des problèmes peuvent apparaitre, tels que la constipation ou le fécalome. La défécation peut être facilitée par la manœuvre de Valsalva. Cette manœuvre consiste en la contraction des muscles de la poitrine sur une pharyngite fermée avec des contractions simultanées des muscles abdominaux. » Ceci signifie que des personnes peuvent mourir pendant « l’effort à la défécation ». Dans le chapitre 8 de leur Abdominal Emergencies (Urgences abdominales), David Cline et Latha Stead ont écrit que « des autopsies continuent à révéler des occlusions intestinales non diagnostiquées comme cause de décès inattendu ». L’épisode de 2001 des Sopranos, « He is Risen » présente ce risque, lorsque le personnage de Gigi Cestone a une crise cardiaque sur les toilettes de son club social lors de l’effort pour déféquer[réf. nécessaire].

## Explosion des toilettes
À l’époque victorienne, il y avait un risque perçu d’explosion des toilettes. Ces scénarios incluent typiquement une substance inflammable introduite de manière volontaire ou involontaire dans l’eau des toilettes, et une allumette ou cigarette enflammant et explosant les toilettes. En 2014, les systèmes de chasse d’eau assisté par pression Sloan’s Flushmate ont dû être rappelés après que l’entreprise eut reçu des rapports de la rupture de la cuve d’air sous la pression et brisant en morceaux la porcelaine. Keith Moon de The Who a acquis la réputation de faire détoner les toilettes lors de ses tournées, d’abord avec des « Cherry Bombs » (boule rouge en forme de pétard à haut pouvoir explosif) avant de se tourner vers des explosifs plus puissants tels que le M-80 ou la dynamite. Le membre du groupe John Entwistle a plus tard avoué qu’il participait aussi à ces vandalismes, ajoutant que « de nombreuses fois quand Keith explosait des toilettes, je me tenais derrière lui avec les allumettes »

## Morts historiques
Le roi Venceslas III de Bohême a été assassiné avec une lance lorsqu’il était assis dans la garde-robe le 4 août 1306.
Le roi de France Henri III fut poignardé sur ses toilettes en 1589.
George II est mort aux toilettes le 25 octobre 1760 d’une dissection aortique. Selon les mémoires d’Horace Walpole, le roi George « s’est levé à six heures, comme d’habitude, et a bu son chocolat ; toutes ses actions étaient invariablement méthodiques. À sept heures et quart, il est allé aux cabinets. Son valet de chambre allemand a entendu un bruit durant son attente, en rentrant, il a trouvé le roi décédé par terre » En tombant, il s’était coupé le visage.
En 1945, le sous-marin allemand U-1206 est inondé après que les toilettes défectueuses ont été mal réparées ; forcé de faire surface, il est attaqué puis finalement sabordé.

## Faits possibles
- Le roi d'Angleterre Edmond Côte-de-Fer est mort de causes naturelles le 30 novembre 1016, mais certains rapportent qu’il a été poignardé au ventre alors qu’il était aux latrines.[réf. nécessaire] De la même manière, certains rapports indiquent qu'Uesugi Kenshin, un seigneur de guerre japonais mort le 19 avril 1578, a été assassiné aux toilettes[18].
- L'acteur Lenny Bruce est décédé d’une overdose d’héroïne le 3 août 1966 alors qu’il était assis aux toilettes avec un garrot au bras[19].
- Le Vol 797 Air Canada a été détruit le 2 juin 1983, causant 23 décès, après qu’un feu en vol se fut déclenché dans ou aux alentours des toilettes arrière. Les enquêteurs n’ont pas pu déterminer la cause ni le point d’origine de l’incendie[20].
- Elvis Presley aurait été retrouvé mort sur le sol de sa salle de bain le 16 août 1977, après être tombé du siège de ses toilettes. Selon les enquêteurs médicaux, Presley se serait légèrement déplacé avant de mourir ; il utilisait les toilettes à ce moment-là. Le biographe d’Elvis Presley a écrit qu’« il était certainement possible qu’il soit décédé durant ‘l’effort pour déféquer’[21]. » Le médecin personnel d’Elvis, Dr. George Nicopolous, a écrit dans son livre de 2009 “The King and Dr. Nick” (Le roi et Dr. Nick) que « nous pensons qu’Elvis est décédé d’un cas physiologique normal entré en jeu, appelé ‘Manœuvre de Valsalva’. Ceci… a causé l’arrêt de son cœur lorsque son corps a forcé. Lorsqu’Elvis a comprimé son aorte abdominale en forçant, son cœur est entré en arythmie puis s’est arrêté soudain. » Selon Guralnick, « le gros intestin était bouché par de la matière fécale », indiquant une maladie des intestins douloureuse et de longue date. La maladie des intestins seule aurait fortement suggérée… que l’utilisation de drogues était lourdement impliqué dans sa mort[22].

Certains prétendent qu'il s'agit d'une légende urbaine qui serait née dans la presse new-yorkaise « qui ne l'aimait guère », alors qu'il serait en réalité tombé de son fauteuil de barbier qui trônait dans sa salle de bain.
- Michael Anderson Godwin, un meurtrier condamné en Caroline du Sud à la peine de mort par chaise électrique mais dont la sentence avait été réduite, s’est assis sur les toilettes en métal dans sa cellule pour réparer sa télévision. Lorsqu’il a mordu un des fils, le choc électrique l’a tué. Un autre meurtrier condamné, Laurence Baker à Pittsburgh, a été électrocuté en écoutant la télévision avec des écouteurs fait-maison assis sur les toilettes[24].
- Une collision entre un Cessna 182 et une rangée de toilettes portatives le 2 mai 2009 à Thun Fiel (au Sud-Ouest de Tacoma), après une défaillance du moteur de l'avion à 46 mètres d’altitude, s’est terminée sans victime ; les toilettes ont « en quelque sorte amorti la chute » selon le pilote de 67 ans[25].
- Un homme d’affaires britannique et politicien du Parti conservateur, Christopher Shale, a été retrouvé mort dans des toilettes portatives au Glastonbury Festival le 26 juin 2011. On pense qu’il est décédé d’une crise cardiaque[26].
- À bord des navires, la tête et les raccords associés aux W.C. sont cités comme l’une des raisons les plus courantes de naufrage de dizaines de milliers de bateaux de tous types et toutes tailles[27]. Les bateaux coulent lorsque les raccords se brisent ou que les toilettes siphonnent à rebours[28].

## Légendes urbaines
Des légendes urbaines ont été rapportées concernant les dangers liés à l’utilisation des toilettes dans une variété de situations. Certaines d’entre elles se sont montrées un peu douteuses. Ces dernières comprennent des cas de présence d’araignées venimeuses (sauf pour la veuve noire à dos rouge australienne qui est réputée car elle se cache sous les sièges des toilettes). Dans les grosses villes comme New York, les rats d’égouts ont souvent un statut mythique concernant leur taille et leur férocité, entraînant des histoires impliquant des rongeurs remontant les tuyaux d’égouts pour attaquer l’occupant innocent. Récemment, des histoires de terroristes posant des pièges sous le siège des W.C. pour castrer leurs cibles ont fait leur apparition. Un autre mythe est le risque de se faire aspirer dans la toilette d’un aéronef du fait de la pression sous vide durant le vol.

## Voir également
- Liste de morts insolites